# Anjeliersgracht
Die Anjeliersgracht war eine Gracht in der Amsterdamer Innenstadt. Sie gehörte zum bekannten Grachtengürtel und lag im Stadtviertel Jordaan. Die Gracht wurde im 19. Jahrhundert trockengelegt und heißt seither Westerstraat.

## Geschichte

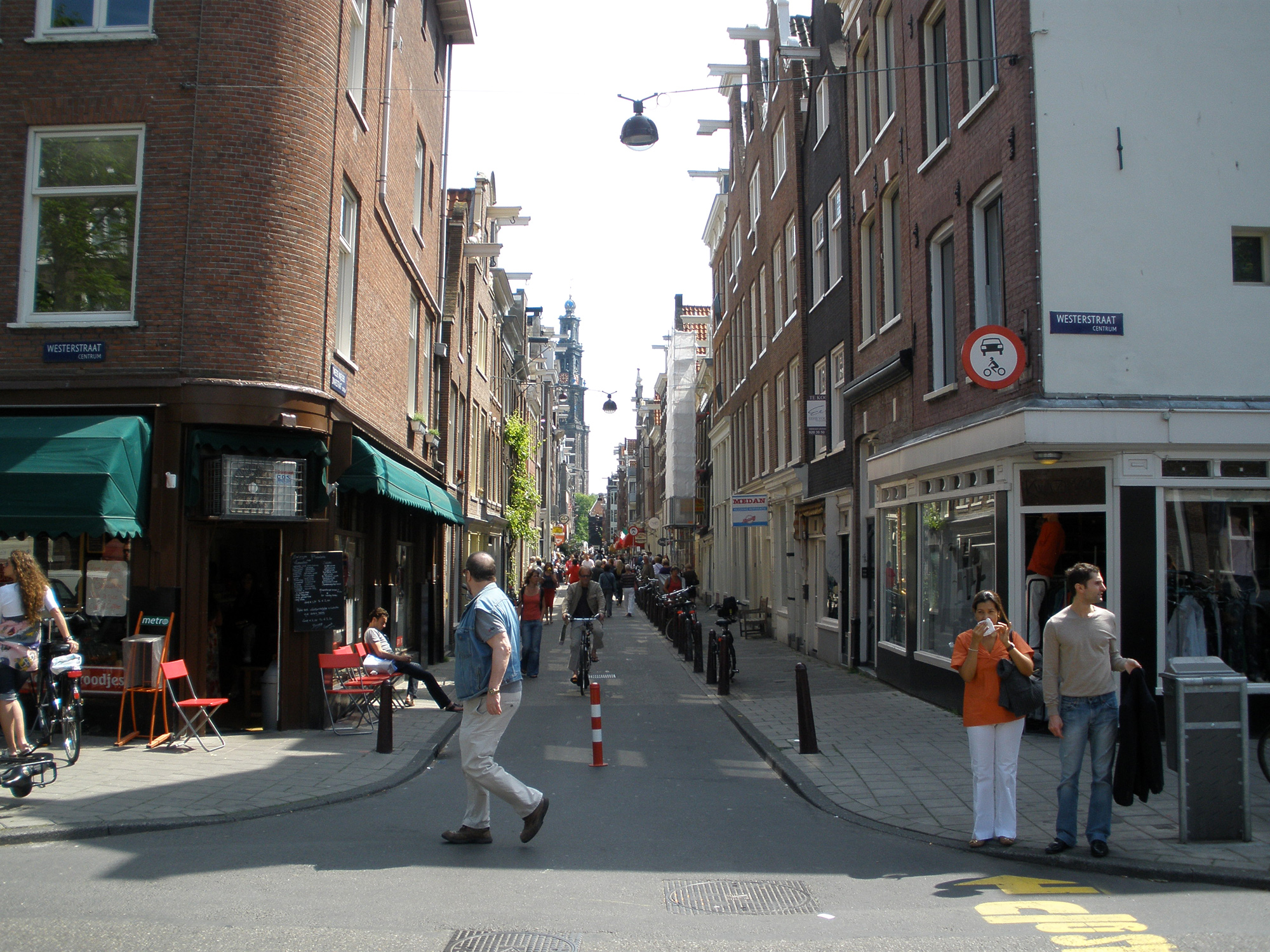
Tweede Anjeliersdwarsstraat

Der Name für die Anjeliersgracht stammt von dem niederländischen Blumennamen „Anjelier“, eine Pflanzengattung der Nelken. Mehrere Kanäle in Amsterdam haben ihren Namen  von Pflanzen erhalten, so zum Beispiel die Goudsbloemgracht (Ringelblume), die Lindengracht (Linden) und die Rozengracht (Rosen).
Die Anjeliersstraat, nicht zu verwechseln mit der früheren Anjeliersgracht, läuft parallel zur heutigen Westerstraat. Außerdem sind noch zwei gleichnamige Seitenstraßen, die eerste en tweede (erste und zweite) Anjeliersdwarsstraat. Die Westerstraat (frühere Anjeliersgracht) läuft vom Noordermarkt zur Marnixstraat. Jeden Montag wird dort der Westerstraat-Markt gehalten.
Um 1750 war der nahegelegene Noordermarkt ein vielbesuchter Wochenmarkt und 1845 wurde er unter die Gemeindeverwaltung gestellt. Für die Verkaufsstände musste von den Marktleuten nun Geld an die Gemeinde bezahlt werden. 1861 wurde die Anjeliersgracht trockengelegt und 1862 in Westerstraat umbenannt. Die Gründe für den Umbau zur Straße waren, wie bei vielen ehemaligen Kanälen in Amsterdam, die schlechte Wasserqualität und eine Verbesserung für den zunehmenden Straßenverkehr. Der Kanal liegt zwischen der Prinsengracht und der Lijnbaansgracht. Seit 1650 wurden an der Gracht Häuser gebaut was sich bis heute fortgesetzt hat. Wegen des feuchten, sandigen Bodens kam es zu einem „Schiefstand“ der historischen Bebauung.
Der ebenfalls in der Nähe liegende Kanal Lindengracht wurde 1896 als Straße umgebaut, auch hier entstand ein Wochenmarkt. Die beiden Märkte zogen viele Marktkaufleute vom Noordermarkt an. Zwischen dem 7. November 1922 und dem 1. Januar 1932 fuhr die Straßenbahn („Tram“) Nr. 20 von der Marnixstraat durch die Westerstraat und hatte ihren Endpunkt am Noordermarkt.
In der zweiten Hälfte von 2002 wurden die Häuser Nr. 220 bis 224 und 226 bis 230 abgebrochen, um an deren Stelle neue Häuser für ältere Menschen zu bauen. Da drei der Hinterhäuser Paradebeispiele waren für die Elendswohnungen („Krotwoningen“) des 19. und frühen 20. Jahrhunderts, wurden sie demontiert und im ursprünglichen Zustand im Freiluftmuseum in Arnhem wiederaufgebaut. Der Stadtteilbeigeordnete Guido Frankfurther brachte damals den Vorschlag ein, die Westerstraat oder die ehemalige Elandsgracht, mittlerweile ebenfalls eine Straße, in ihren ursprünglichen Zustand als Gracht zurückzuversetzen.